# گاوز
گاوز (به صربی: Gavez) یک منطقهٔ مسکونی در صربستان است که در ناحیه راسینا واقع شده‌است. گاوز ۱۴۰ نفر جمعیت دارد.